# Аридниця сільська
Аридниця сільська (Syntrichia ruralis) — вид моху з космополітичним поширенням. Зустрічається в Північній Америці, Тихому океані, Європі, Азії, Близькому Сході, Північній і Південній Африці, Південній Америці та Австралії. Він росте в багатьох типах клімату, включаючи Арктику, бореальні зони, помірні зони та пустелі. Зростає в тундрі, хвойних лісах, луках, полинових степах та інших біотопах.
Цей мох утворює пучки з випростаних стебел заввишки до 4 сантиметрів. Коли він вологий, він яскраво-зелений, а листки розлогі. Коли рослина висихає, листки обертається навколо стебла, і воно стає червонувато-коричневого кольору. Рослина дводомна. Здійснює також вегетативне розмноження.
Хоча він зустрічається в багатьох типах середовищ існування, зазвичай він не є панівним видом. Мох росте на багатьох типах ґрунтів, але найчастіше на вапняних. Він добре переносить різні висоти та рівні сонячного світла. Це може бути компонентом криптогамних корок. Це допомагає стабілізувати ґрунт і зменшити ерозію. Він може висихати і перебувати в стані спокою протягом багатьох років, знову стаючи метаболічно активним після багатьох десятиліть висихання. Його використовують як модельний організм у дослідженнях висихання.